# Ernst Badian
Ernst Badian (Viena, 8 de agosto de 1925 - Boston, 1 de fevereiro de 2011) foi um professor e historiador austríaco, trabalhando de 1954 a 1964, na Universidade de Durham.